# Tanguy Nef
Tanguy Nef, född 19 november 1996, är en schweizisk alpin skidåkare.

## Karriär
Vid VM 2025 i Saalbach-Hinterglemm tog Nef silver i lagkombination tillsammans med Alexis Monney.